# Håkan Wennerström
Håkan Wennerström, född 30 augusti 1946, är en svensk kemist.
Wennerström disputerade 1974 vid Lunds universitet. Han är professor i teoretisk fysikalisk kemi i Lund.
Han invaldes 1994 som ledamot av Vetenskapsakademien. Wennerström var åren 2001-2009 medlem i Nobelkommittén för kemi. Han är även medlem av Nobelstiftelsens fullmäktige där han varit ordförande sedan 2014.